# Johann Leopold Donat von Trautson

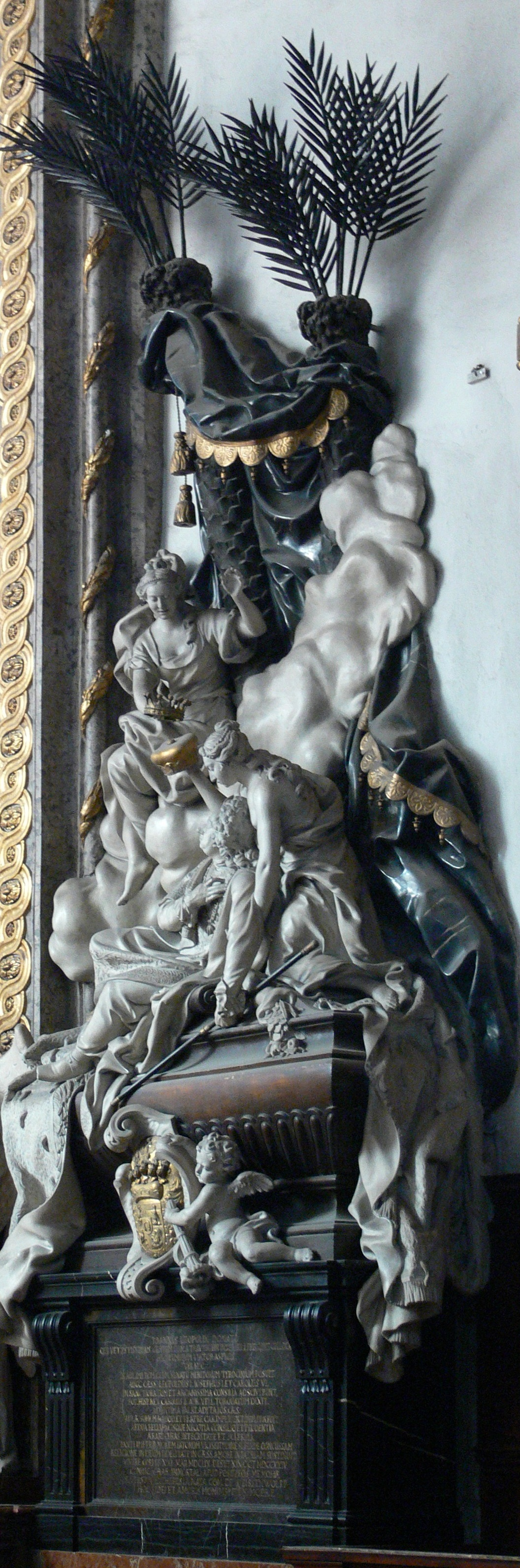
Grabmal des Fürsten Johann Leopold Donat in der Wiener Michaelerkirche, entworfen von Joseph Emanuel Fischer von Erlach

Johann Leopold Donat von Trautson (* 2. Mai 1659; † 18. Oktober 1724), seit 1711 erster Fürst aus der Familie Trautson, Reichsgraf von Falkenstein, Freiherr zu Sprechenstein war Erzieher, Kammerherr und Obersthofmeister Josephs I.

## Herkunft
Johann Leopold Donat von Trautson stammte aus der Familie Trautson. Sein Vater war Johann Franz von Trautson, seine Mutter Margarete Freiin von Rappach (* 1621, † 1705). 

## Leben
Johann Leopold wurde Erzieher des zukünftigen Kaisers Joseph I. Als dieser 1705 den Thron bestieg machte er seinen Vertrauten Johann Leopold zum Obersthofmeister und berief ihn in gemeinsam mit Prinz Eugen in die Geheime Konferenz, das wichtigste Regierungsgremium. 1711, wenige Wochen vor seinem frühen Tod, erhob ihn der Kaiser in den Reichsfürstenstand. Bis 1712 ließ er als Zeichen seiner neuen Würde das Palais Trautson errichten. Karl VI. ernannte ihn 1721 erneut zum Obersthofmeister. 

## Familie
Mit seiner Frau Maria Theresia Ungnad von Weißenwolff hatte er folgende Kinder:
- Johann Wilhelm (* 5. Januar 1700, † 1775), 2. Fürst aus der Familie Trautson
- Maria Christina (* 6. September 1702; † 8. April 1743) ⚭ 1726 Graf Ottokar von Starhemberg († 15. Oktober 1733)
- Johann Josef (* 24. Juni 1704),  Erzbischof von Wien
- Franz Karl (* 30. April 1707; † im April 1732), Hauptmann im Infanterie-Regiment Fürstenbusch (späteres k.k. Linien-Infanterie-Regiment Nr. 35)
- Maria Franziska Antonia (1708–1761) ⚭ Fürst Heinrich Josef von Auersperg
- Maria Elisabeth (* 21. Oktober 1709)
- Ludovika Franziska (* 17. November 1713)